# Гузиенко, Роман Елисеевич
Роман Елисеевич Гузиенко (10 ноября 1923, Павловская, Кубано-Черноморская область — 19 августа 1998, Москва) — советский военный, государственный и политический деятель, генерал-лейтенант.

## Биография
Родился 10 ноября 1923 года в станице Павловской. Член КПСС.
С 1941 года — на военной службе, общественной и политической работе. В 1941—1998 гг. — участник Великой Отечественной войны, артиллерист на Северо-Западном, Калининском и Прибалтийском фронтах, начальник штаба артиллерии 51-й стрелковой дивизии, на командных должностях в артиллерии Советской Армии, ответственный работник Генштаба ВС СССР, начальник Главного управления Генерального штаба ВС СССР, председатель Объединённого совета гвардейских стрелковых соединений Московского городского комитета ветеранов войны, заместитель председателя Совета ветеранов 6-й гвардейской армии.
Умер в Москве 19 августа 1998 года.